# NSG Rantumbecken
NSG Rantumbecken este o arie protejată (arie specială de conservare — SAC, sit de importanță comunitară — SCI) din Germania întinsă pe o suprafață de 567 ha, integral pe uscat.

## Localizare
Centrul sitului NSG Rantumbecken este situat la coordonatele 54°52′25″N 8°19′02″E / 54.8736°N 8.3172°E.

## Înființare
Situl NSG Rantumbecken a fost declarat sit de importanță comunitară în august 2000 pentru a proteja 8 specii de animale. Situl a fost protejat și ca arie specială de conservare în ianuarie 2010.

## Biodiversitate
Situată în ecoregiunea atlantică, aria protejată conține 4 habitate naturale: Golfuri mici largi și golfuri puțin adânci, Salicornia și alte specii anuale care populează regiunile mlăștinoase și nisipoase, Pășuni atlantice udate de apa mării (Glauco-Puccinellietalia maritimae), Depresiuni intradunale umede.
La baza desemnării sitului se află mai multe specii protejate de  păsări (8): rață lingurar (Anas clypeata), fugaci de țărm (Calidris alpina), Calidris canutus, erete de stuf (Circus aeruginosus), sitar de mal nordic (Limosa lapponica), ciocântors (Recurvirostra avosetta), Sterna paradisaea, călifar alb (Tadorna tadorna).
Pe lângă speciile protejate, pe teritoriul sitului au mai fost identificate 2 specii de amfibieni.